# Ymsjöholm
Ymsjöholm är ett säteri i Bäcks socken i Töreboda kommun, beläget vid sjön Ymsen, mellan Mariestad och Töreboda.

## Historia
Denna byggnad, som kom till 1749, byggdes på ”en holme uti en måse” enligt Tunelds geografibok från 1833. Byggnadsmaterial kom från Ymseborg, den gamla folkungaborgen, från 1100-talet. Det forslades över sjön vintertid. Mangårdsbyggnaden var dock ej så stor som idag, då tillbyggnad gjordes 1825.
Stora huset eller karaktärshuset som det då kallades, var ett envåningshus, ett stabilt stenhus som grund, med tegelsten som väggar. Denna sten tillverkades på gården. Rester av detta tegelslageri fanns kvar i vår tid. Vid tillbyggnaden 1825–1826  tillfördes en festvåning och med ett våningsplan. Detta skedde när ätten Cronstedt ägde gården, mellan 1819 och 1834.

## Ägare genom tiderna
- Riksrådet, friherre Carl Bonde, 1581–1652. Han var i sitt första äktenskap gift med Axel Oxenstiernas syster, friherrinnan Beata Oxenstierna, 1591–1621.
- deras son, riksrådet Christer Bonde, 1621–1659. Han var i sitt första äktenskap gift med friherrinnan Ebba Leijonhufvud, 1622–1651. Han gifte om sig 1654 med drottning Kristinas hovjungfru Elsa Cruus af Edeby, 1631–1716. I det första äktenskapet föddes tre barn varav endast dottern Beata, gift med landshövdingen friherre Axel Rosenhane, uppnådde vuxen ålder.
- 1680 änkefru Elsa Cruus.
- 1750 Christer Bondes (d.ä.) dotterson, generalmajoren, friherre Göran Rosenhane (1678–1754).
- 1754 vid Göran Rosenhanes död delades gården mellan svärsonen, friherre Lars Hierta (1718–1778) och dottersonen, friherre Georg Alexander Palbitzki, född 1736. Lars Hierta var gift med Catarina Sofia Rosenhane som flyttade Ymsjöholms karaktärshus till nuvarande plats.
- 1778 dog Lars Hierta och sonen Axel Adam Hierta tog över.
- 1781 såldes godset och ny ägare blev Roland Schröder.
- 1793 såldes godset på nytt och Adolf Fredrik Rosensvärd blev ny ägare.
- 1803 köpte Gustaf Gabriel Anrep godset.
- 1819 köptes Ymsjöholm exekutivt av friherre Carl Fredrik Cronstedt som var gift med Elisabeth Gyllenstjerna.
- 1834 vid arvskiftet efter Cronstedt tillföll Ymsjöholm greve Gustaf Lewenhaupt.
- 1850 köpte Gustaf Ludvig Hamilton godset, gift med Amelie Hamilton.
- 1874 såldes godset till Jonas Jonsson från Äng, tillsammans med ett bolag som senare löstes ut, varvid Jonas Jonsson blev ensam ägare till godset. Han överlämnade det snart till sin son Johan Alfred Jonsson.
- 1925 köptes godset av dennes son Gösta Arvid Jonsson.
- 1950 lät han sönerna Jonas och Göran överta Ymsjöholm och Bengt Bäcks gård med släktnamnet Ymsjö.
- 1997 nuvarande ägare till Ymsjöholm, Olle och Henriette Skogman.